# Indische Adelsprädikate
Bei den indischen Adelsprädikaten im Sinne von Titeln für Herrscher von Fürstenstaaten gibt es regional zahlreiche Variationen, da auch hier Unterscheidungen hinsichtlich Kaste, Religion und Sprache vorkommen. Die meisten gebräuchlichen hinduistischen Titel leiten sich aus dem Sanskrit und der Praxis der älteren Reiche her. Mit dem Sieg der einfallenden Muslime kamen Titel persischen Ursprungs für die neuen Herren in Gebrauch. Die Rangordnung bestimmte das Protokoll beim Durbar.
Während der Kolonialzeit blieben die ererbten Titel in Gebrauch, sie wurden in der zweiten Hälfte des 19. Jahrhunderts systematisiert. Der englische König war seit 1878 Kaiser-i-Hind, Kaiser(in) von Indien. Zwar wurden nach der Unabhängigkeit die Fürstenstaaten mit der indischen Union vereinigt, doch führten die Angehörigen der jeweiligen Häuser die Titel meist weiter. Mit dem indischen Constitutional Amendment Act 1971 verloren alle Titel endgültig ihre politische Bedeutung und die ehemaligen Herrscher ihre Apanagen. In Pakistan trat eine ähnliche Maßnahme im Januar 1972 in Kraft.

## Titel
Die Adligen hinduistischer Linien tragen üblicherweise den Titel Raja, weiblich Rani. Gegebenenfalls wird die Vorsilbe Maha- „groß“ angefügt.
Der älteste Sohn eines (Maha)rajas wird (Maha)rajkumar genannt (nicht zu verwechseln mit dem Stamm der Rajkumars). Statt Kumar (weiblich Kumari) findet sich auch die Bezeichnung Kunwar. In Manipur hieß der Kronprinz Yuvaraj („junger Raja“), im Panjab manchmal auch Sardar. Zweitgeborene Söhne wurden oft mit Diwan tituliert, dies kann aber auch die Bezeichnung für einen designierten Thronerben sein. Drittgeborene bezeichnete man manchmal mit Thakur. Ein vierter Sohn ist ein Lal, sein jüngerer Bruder ein Babu. Letzterer Titel wurde im 19. Jahrhundert umgangssprachlich in Bengalen zu einer allgemeinen Anrede, entsprechend etwa dem französischen Monsieur. Ab der spätviktorianischen Zeit wurden die Prinzen an sogenannten Chiefs’ Colleges im Sinne der Kolonialherren ausgebildet.
Rana (bei Rajputen), Rao (besonders im Süden und Westen), Rawal, Rawat, Rai (hauptsächlich in Bengalen), Raikwar, Raikbar und Raikat sind alle gleichbedeutende Abwandlungen von Raja. Das Nachstellen von Bahadur (etwa „Wohlgeboren“, wörtlich: tapfer, Held) erhöht den Rang. In Assam ist Bohmong eine Entsprechung für Raja. Mehrere Herrscher in der Präsidentschaft Madras hatten aus historischen Gründen andere Titel. So war Tondaiman ein dynastischer Titel für die Fürsten von Pudukkottai, nach dem antiken südindischen Königreich Todaimandalam. Der Raja von Calicut war der Zamorin, sein Kronprinz der Eralpad. In den Shimla Hill States war der Kronprinz ein Tikka (Raja) Sahib. Im südindischen Travancore und Cochin war Elaya Raja üblich. Einige Oberhäupter hinduistischer Sekten waren zugleich Feudalherren, die dann als Mahant bezeichnet werden. Dazu kamen noch Titel, die nur von einzelnen Maharadschas verwendet wurden, so z. B. Sindhia für die  von Gwalior oder Holkar für die von Indore. Lokendra („Weltenschützer“) ist unter den Herren von Dholpur und Datia üblich.
Die muslimischen Titel sind meist vom Persischen hergeleitet. Nawab, weiblich Begum, entspricht dem Maharadscha, der Khan dem Raja. Ein Nawabzada ist die muslimische Entsprechung eines Maharajkumar. So ist ein weiterer vom persischen abgeleiteter Titel der des Hazrat Ishaan.
Amir bezeichnet den afghanischen Herrscher. Shahzada („Königssohn“) war ein Titel gewisser Nachfahren des Tipu Sultan von Mysore, der Könige von Oudh oder der Amire. Nicht immer ganz äquivalent zu Nawab sind Wali, Sultan, Mir (meist in Sindh), Mirza, Mian (oft auch für den Sohn eines Rajputen-Fürsten). Zwar war der arabische Titel Sultan auch in der Präsidentschaft Bombay verbreitet, meist trugen diesen Titel Herrscher in den mitverwalteten Außengebieten wie Muskat und Aden, wo auch Girad, ein Titel somalischen Ursprungs, vorkam.
Thakur, weiblich Thakurani, Diwan und Sardar (etwa „oberster Offizier“) bezeichnen, wenn sie sich nicht auf Thronerben beziehen, geringere Ränge oder „Landadlige,“ wobei die beiden letzteren Titel sowohl bei Hindus und Muslimen vorkommen. Dem Diwan, sofern er Verwalter war, stand normalerweise das Recht zur Steuererhebung zu.

### Kolonialzeit

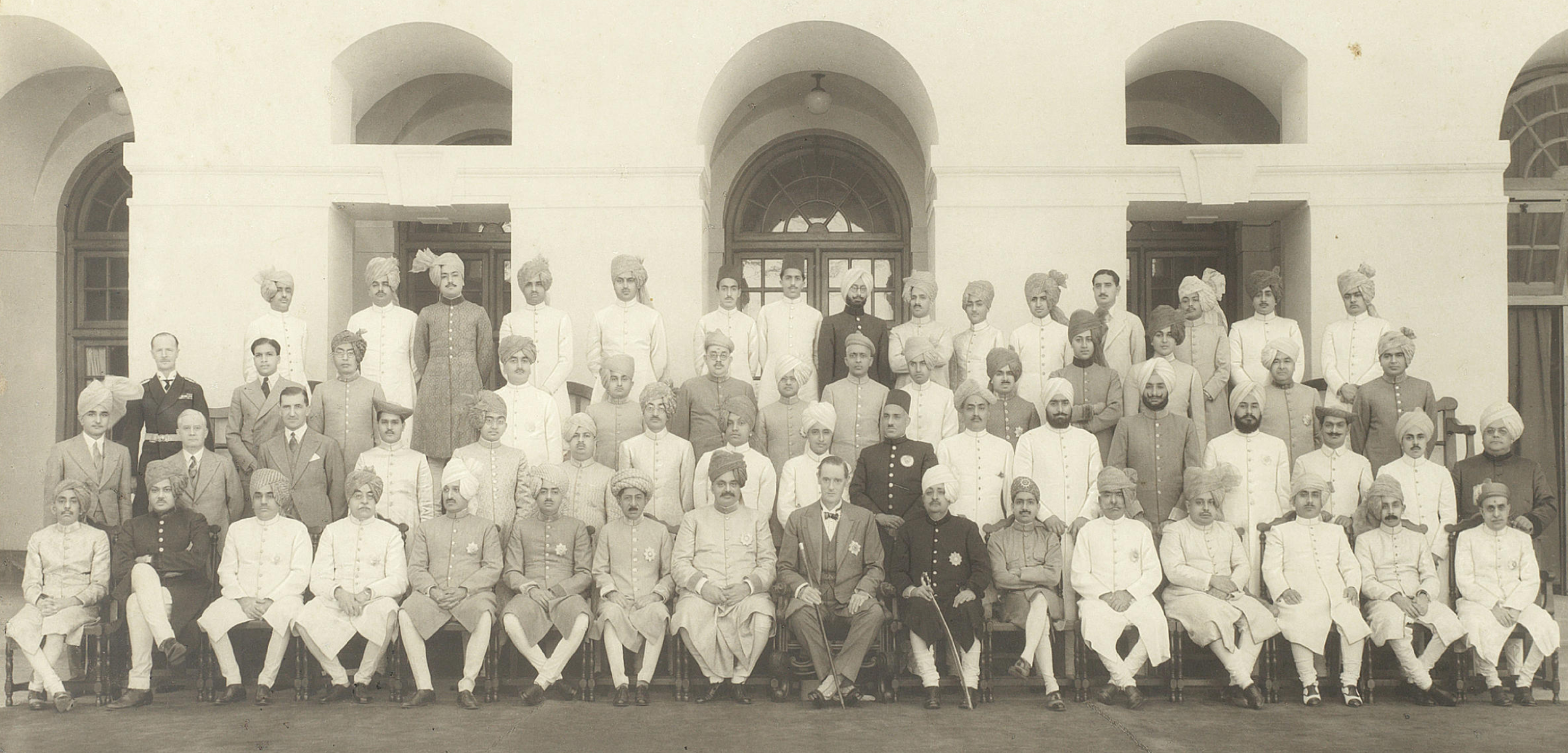
Kammer der Fürsten im März 1941

Während der Kolonialzeit verlieh das Government of India auch britische persönlichen Adelstitel, meist Sir, seltener Baronet (Bt). Dies erfolgte üblicherweise durch die Verleihung der entsprechenden Klassen des Order of the Star of India (ab 1861) oder des Order of the Indian Empire (ab 1877). Rangerhöhungen im Rahmen der traditionellen Titel kamen seltener vor. Von Bedeutung war auch, ob und wie viel Schuss Salut dem jeweiligen Herrscher zustanden. In die, 1921 als beratendes Organ geschaffene, Kammer der Fürsten kamen 108 Fürsten, denen die Briten ein Recht auf elf oder mehr Schuss Salut zugestanden hatten. Dazu kamen zwölf weitere Mitglieder, die unter 127 kleineren Herrschern ausgewählt wurden.
Die Nachfolge eines Rajas wurde von der britischen Krone durch ein Dokument mit der Bezeichnung sanad genehmigt. Der örtliche britische Repräsentant übergab ein „Ehrenkleid“ genannt khilat und empfing im Gegenzug ein gleichwertiges Gegengeschenk, das nazar. Die oberste Gewalt lag bei den Briten, die unbequeme Herrscher auch absetzten. Der Vizekönig George Curzon, 1. Baron Curzon, versuchte den Rajas sogar vorzuschreiben, dass sie ihre „Reiche“ ohne Erlaubnis, nicht verlassen durften. Nachdem der bedeutende Fürst von Baroda diese Bestimmung ignorierte, verzichtete man auf diese Vorschrift 1905.
Eigentlich kein Adelsprädikat war der Zamindar. Hierbei handelte es sich bereits unter den Moguln um Steuerpächter, die für die Steuern bestimmter Dörfer und Ländereien hafteten. Unter britischer Herrschaft wurden sie durch das permanent settlement zu Grundeigentümern, die über oft sehr große Ländereien verfügten und sich wie Feudalherrn gebärden konnten. Besonders in der Madras Presidency wurden sie als „Raja“ angesprochen. Das Zamindar-System des Landbesitzes wurde 1951/55 abgeschafft.

### Ehrentitel für Gelehrte
Aus Anlass des Thronjubiläums von Königin Victoria 1887 belebte man die Praxis wieder, herausragenden Gelehrten die Titel Mahamahopadhyaya (Hindus) bezw. Shams-ul-Ulama (Muslims) zu verleihen. Nicht verliehen, aber verbreitet sind Pandit und Maulana.

## Rangfolge
Als bedeutendster Fürst des Reiches galt der Nizam des Dekkan, der direkt unter den Moguln in Delhi stand, weshalb hier die Übersetzung „König“ angemessen ist.
| Hindus                 | Muslime       |
| ---------------------- | ------------- |
| Maharadscha Bahadur    | Nawab Bahadur |
| Maharadscha            | Nawab         |
| Raja Bahadur           | Khan Bahadur  |
| Raja                   | Khan Sahib    |
| Rai (oder Rao) Bahadur | Khan          |
| Rai (oder Rao) Sahib   |               |
| Rai (oder Rao)         |               |

Die niedrigeren dieser Titel gingen während der Kolonialzeit oft mit einem Amt der Verwaltung einher (ex officio). Im Gebiet des ehemaligen Königreiches von Oudh und den Central Provinces, wo der Titel Thakur häufig ist, ist Rai würdevoller als in anderen Landesteilen. In den westlichen Landesteilen war auch die Bezeichnung Thakor (Gujarati) üblich. Der Herrschaftsbezirk eines Thakur war ein Thikana. In Rajputana und Zentralindien war es die Bezeichnung für einen Großgrundbesitzer oder keinen Fürsten.
Keine Adelsprädikate, aber während der Zeit des British-Raj für die Fürsten wichtig war die Order of Precedence (Rangfolge gegenüber anderen Fürsten), die Anzahl der Salutschüsse (seit 1867) und eventuell verliehene Ehrenränge in der Armee (seit 1877). Fürsten mit dem Recht auf mindestens 11 Schuss Salut wurden zusätzlich mit Highness („Hoheit“) betitelt.
Einige sonstige Titel oder Appellationen sind:
- Amir (sanskritisiert: „Hamira“)
- Aga (oder Agha): Herr, „Ehrwürdiger“; der Aga Khan ist das Oberhaupt der ismailitischen Muslime
- Arbab: Lord
- Azam: „sehr groß“
- Bai, Banu [Suffix]: für adlige Frauen, erstes konnte aber auch eine Tänzerin bezeichnen.
- Beg: Türkisch für „Lord“, in Indien meist nur Familienname.
- Chhatrapati Maharaj: „beschirmter Fürst“ (als Zeichen seiner Würde wurde über ihm ein Schirm gehalten)
- Desai: Regent einer Provinz
- Dulha: in hinduistischer Tradition der Verlobte, von Muslims als Bezeichnung des Gemahls einer Herrscherin verwendet.
- Jagirdar: ein Vasall, der, meist für Heerfolge, den als Jagir bezeichneten Ertrag von Land und Untertanen zugewiesen bekam (Zu Ende der Mogul-Ära meist erblich geworden.)
- Jah: „Magnifizenz“
- … Jhang … (= Jung, Jang): im Titel deutet auf einen verdienten Krieger hin. Besonders in Hyderabad als Titel für Minister häufig.
- Kiladar: Kastellan
- Malik: Herr und Meister
- Mirza: zusammengezogen aus Amir zada. Nachgestellt Adelstitel. Vorangestellt einfach „Herr ...“
- Mushir …: … Rat(geber)
- Naik (= Nayak): Häuptling, Chef
- Padnit Pradhan: Brahmanischer Wesir, einer der Titel des Peshwar
- Poligar: im Süden ein kleiner unabhängiger Herrscher. Sonst militärischer Kommandeur.
- Rajvi Sardar: naher Verwandter eines Rajas
- Rana: unterwürfige Anrede für einen Raja, besonders bei den Rajputen
- Sachiv: Minister, Ratgeber
- Sawai: wörtlich „ein 125%iger.“ Hinduistischer Ehrentitel
- Tazimi Sardar: erblicher Titel eines Adligen, der von seinem Herrn in einer Tazim-Zeremonie empfangen wurde; dabei empfing der Herrscher üblicherweise im Stehen.
- … ul-Umara: Teil des zweithöchsten Titel am (Mogul)-Hof
- … ul-Mulk: Teil des dritthöchsten Titel am (Mogul)-Hof
- … ud-Daula: Teil des vierthöchsten Titel am (Mogul)-Hof
- Wazir, Vizir: Wesir, Minister o. ä.